# غابات النوري
غابات النوري غابات عراقية تقع في ناحية الشافعية غربي مدينة الديوانية مركز محافظة القادسية جنوب العراق.
تبلغ مساحتها 1200 دونم، تشكل مصدرا اقتصاديا وسياحيا

## نبذة
تشتهر الغابات بالزيتون، تقدر المساحة المزروعة بمحصول الزيتون في تلك الغابات ب 149 دونم وتبلغ الكمية الاجمالية في نهاية موسم القطف 8 اطنان من الزيتون، كما تشتهر الغابات بزراعة اصناف واشجار مختلفة.